# Фридрих фон Заксен-Майнинген
Фридрих Йохан Бернхард Херман Хайнрих Мориц фон Саксония-Майнинген (на немски: Friedrich Johann Bernhard Herrmann Heinrich Moritz Prinz von Sachsen-Meiningen, Herzog zu Sachsen; * 12 октомври 1861 в Майнинген; † 23 август 1914 при Тарсиен в Белгия) от ернестинската линия на Ветините е принц от Саксония-Майнинген и пруски генерал-лейтенант.
Той е вторият син на херцог Георг II фон Саксония-Майнинген (1826 – 1914) и втората му съпруга принцеса Феодора фон Хоенлое-Лангенбург (1839 – 1872), дъщеря на княз Ернст I фон Хоенлое-Лангенбург (1794 – 1860) и принцеса Феодора фон Лайнинген (1807 – 1872), която е по-голяма полусестра на Кралица Виктория (упр. 1837 – 1901) и племенница на белгийския крал Леополд I (упр. 1831 – 1865). По-малък брат е на Ернст (1859 – 1941) и по-малък полубрат на Бернхард III (1851 – 1928), последният херцог на Саксония-Майнинген (1914 – 1918).
Фридрих следва в университета в Бон. На 4 януари 1878 г. той е лейтенант на пехотата на Тюрингия. На 18 февруари 1913 г. той е повишен на генерал-лейтенант.
През Първата световна война Фридрих получава на 2 август 1914 г. командването на „39. Резервна пехотинска бригада“. В битката при Намюр той е убит от граната на 23 август 1914 г. на 52 години. Син му Ернст пада убит след три дена. Фридрих е погребан в гробището в Майнинген.

## Фамилия
Фридрих фон Саксония-Майнинген се жени на 25 април 1889 г. в Нойдорф за принцеса Аделхайд Каролина Матилда Емилия Агнес Ида София фон Липе-Бистерфелд (* 22 юни 1870, Оберкасел; † 3 септември 1948, Детмолд), дъщеря на граф Ернст фон Липе-Бистерфелд (1842 – 1904) и графиня Каролина фон Вартенслебен (1844 – 1905). Тя е сестра на Леополд IV (1871 – 1949), последният княз на Липе. Те имат шест деца:
- Феодора Карола Шарлота (1890 – 1972)

⚭ 14 януари 1910 г. в Майнинген за велик херцог Вилхелм Ернст фон Саксония-Ваймар-Айзенах (1876 – 1923), син на велик херцог Карл Август фон Саксония-Ваймар-Айзенах
- Аделхайд Арна Каролина Мария Елизабет (1891 – 1971)

⚭ 3 август 1914 във Вилхелмсхавен за принц Адалберт Пруски (1884 – 1948), син на кайзер Вилхелм II
- Георг (1892 – 1946 в Русия), титуляр-херцог фон Саксония-Майнинген

⚭ 22 февруари 1919 във Фрайбург за графиня Клара Мария фон Корф, наричана Шмизинг-Керсенброк (1895 – 1992)
- Ернст Леополд Фридрих Вилхелм Ото (1895 – 1914), убит във Франция
- Луиза Мария Елизабет Матилда Катерина (1899 – 1985)

⚭ 25 октомври 1936 в Детмолд за фрайхер/барон Гьоц фон Вангенхайм (1895 – 1941)
- Бернхард Фридрих Юлиус Хайнрих (1901 – 1984), титуляр-херцог фон Саксония-Майнинген (1946 – 1984)

⚭ 1931 – 1947 Маргот Грьослер (1911 – 1998)
⚭ 1948 фрайин Вера Шефер фон Бернщайн (1914 – 1994)